# 빈 엔터테인먼트의 음반
이 문서는 빈 엔터테인먼트에서 발표한 음반의 목록이다.

## 음반 목록

### 달나라오이
- 2020년 달나라오이
- 2020년 꽃봉오리
- 2020년 먼지식물
- 2020년 Plastic Party
- 2020년 넌 누구
- 2020년 낡은 것들 (Oh My Vintage!)
- 2021년 일렁일렁
- 2021년 빨래
- 2022년 학교 2022
- 2022년 뫼비우스

### 춘몽
- 2020년 프랑켄슈타인
- 2022년 바리
- 2022년 피구왕재인
- 2022년 모두가 하늘을 꿈꿀 때 나는 바다로 잠길래
- 2022년 인형가게

### 조이태화
- 2020년 6학년의 첫사랑
- 2021년 Resilience
- 2022년 경계선

### 박안
- 2021년 윤회 (Feat. 박안)
- 2023년 예언 (Feat. 박안)

### 조주현
- 2018년 전야제
- 2019년 잘 잤어요?
- 2019년 희망의 찬가
- 2019년 Victory (Feat. Julie)
- 2019년 Over A Feeling
- 2019년 그저 널 사랑해주면 돼
- 2020년 고맙습니다
- 2020년 난 누구